# Трећа влада Петра Стамболића
Трећа влада Петра Стамболића је била прво Извршно веће Народне Републике Србије. Формирана је 5. фебрура 1953. и трајала је до 16. децембра 1953. године.

## Састав Владе
| Функција                    | Слика | Име и презиме          | Странка        | Детаљи |
| --------------------------- | ----- | ---------------------- | -------------- | ------ |
| Председник Извршног већа    |       | Петар Стамболић        | СК Југославије |        |
| Секретари                   |       |                        |                |        |
| Секретар унутрашњих послова |       | Слободан Пенезић Крцун | СК Југославије |        |
| Секретар комуналних послова |       | Геза Тиквицки          | СК Југославије |        |
| Секретар за здравство       |       | Спасенија Цана Бабовић | СК Југославије |        |
|                             |       | Драгослав Мутаповић    | СК Југославије |        |